# 名古屋外語・ホテル・ブライダル専門学校
名古屋外語・ホテル・ブライダル専門学校（旧：名古屋外語専門学校）（なごやがいご・ホテル・ブライダルせんもんがっこう）は、愛知県名古屋市千種区今池五丁目にある私立専修学校。

## 概要
学校法人電波学園が設置する。1991年（平成3年）に開校。語学・サービス分野で、グローバルに活躍できる人材の育成を目的とする。

## 設置学科
- 英語本科
- 英語科
- 国際エアライン科
- ブライダル科：ブライダルコーディネーターコース
- ブライダル科：ブライダルスタイリストコース
- 国際ホテル科

## 概観

### 教育方針
国際化時代の要請に応えて国際社会に即戦力として役立つ知識と技能の教育を併せて、健全にして中正な社会観と堅実な人生観を持ちあわせた全人教育にも努力している。

### 沿革
- 1952年 - 前身となる名古屋高等無線電信学校が開校。
- 1959年 - 学校法人電波学園を設立。
- 1991年 - 
  - 名古屋外語専門学校を開校。
  - 文化教養専門課程・実用英語科を設置。
- 1993年 - 文化教養専門課程・日本語科を設置。
- 1994年 - 
  - 商業実務専門課程・国際ビジネス科設置。
  - 愛知産業大学短期大学通信教育部と提携。
- 1995年 - 実用英語科 卒業時に専門士が認められる。
- 1996年 - 
  - 実用英語科に大学編入コースを増設。
  - 中国河南省開封大学と姉妹校提携。
- 1997年 - 実用英語科を外国語学科に改称し、英米語コースと中国語コースを設置。
- 1998年 -
  - 佛教大学通信教育部と提携し、文化教養専門課程英米語学科を設置。
  - 西オーストラリアTAFE連合と提携。
- 1999年 - 
  - 別科英会話コースを設置。
  - 外国語学科に実用英語コース、エアラインコースを増設。
  - 外国語学科 卒業時に専門士が認められる。
- 2000年 - 外国語学科に児童英語インストラクターコースを増設。
- 2002年 - 
  - 外国語学科の実用英語コースから英語コミュニケーションコースへ変更。
  - 中国語コースから中国語コミュニケーションコースへ変更。
  - 英米語学科 卒業時に専門士が認められる。
- 2004年 - 国際ビジネス科をホテル観光科に改称し、ホテルコースと観光コースを設置。
- 2006年 - ホテル観光科（現：国際ホテル科） 卒業時に専門士が認められる。
- 2008年 - ホテル観光科にブライダルコースを設置。
- 2010年 - 
  - 国際エアライン科、英語科、ブライダル学科、エアライン専科を設置。
  - 1号館（新校舎）完成。
- 2012年 - 
  - 名古屋外語・ホテル・ブライダル専門学校へ校名変更。
  - 英語科、国際エアライン科、ブライダル学科（現在のブライダル科） 卒業時に専門士が認められる。
- 2013年 - 
  - ホテル観光科を国際ホテル科に改称し、国際ホテルコースとリゾートホテルコース を設置。
  - ブライダル学科をブライダル科に改称。
- 2014年 - 文部科学大臣により、「英語科」「国際エアライン科」「国際ホテル科」「ブライダル科」が職業実践専門課程として認定。
- 2015年 - 国際エアライン科に航空ビジネスコースを設置。
- 2016年 - 航空ビジネス科を設置。
- 2020年 - 
  - 航空ビジネス科を廃科。
  - 英語本科を設置。

## 施設・設備
- 学生ラウンジ
- 来客ラウンジ
- エアポート実習室
- プレゼンルーム
- モックアップ実習室
- パウダールーム
- マナートレーニング実習室
- トラベルカウンター実習室
- 英会話実習室
- レストランバーカウンター実習室
- ベットメイキング実習室
- ゲストルーム
- チャペル
- バンケット実習室
- パウダー実習室
- ブライダルサロン
- 衣装室
- フロント実習スペース
- ホール

## 主な資格取得
本校で得られる資格
- TOEIC
- TOEFL
- 実用英語技能検定
- 小学校英語指導者資格
- 世界遺産検定
- 秘書技能検定
- 中国語検定
- サービス介助士
- ブライダルコーディネート技能検定3級
- アソシエイトブライダルコーディネーター
- きもの講師免許
- レストランサービス技能士

愛知産業大学短期大学との併修で得られる資格
- 大学卒業資格
- 短大卒業資格（短期大学士）
- 中学校英語教員免許

## 行事
- オリエンテーション（4月）
- レクリエーションデー（6月）
- 青春ガールズクワイアライブ（8月）
- 海外研修（9月）
- レクリエーションデー（10月）
- カレッジフェスティバル（12月）
- クリスマス青春ガールズクワイアライブ（12月）
- 海外研修（2月）
- 模擬結婚式・披露宴（3月）
- 卒業パーティー（3月）

## 基本データ

### 交通アクセス
- 名古屋市営地下鉄東山線・桜通線 今池駅 8番出入口から徒歩で約2分。

## 電波学園姉妹校
学校法人電波学園は、以下の学校を運営している。
- 愛知工科大学
- 愛知工科大学自動車短期大学
- 名古屋工学院専門学校
- 東海工業専門学校金山校
- 東海工業専門学校熱田校
- あいちビジネス専門学校
- あいち造形デザイン専門学校
- あいち福祉医療専門学校
- あいち情報専門学校
- ぎふ国際高等学校

## 公式サイト
- 公式ウェブサイト（日本語）